# Juha
Juha é um filme de comédia romântica e dramática produzido na Finlândia, dirigido por Aki Kaurismäki e lançado em 1999.